# Удомдеч, Маноп
Маноп Удомдеж (тайск. มานพ อุดมเดช; 1955) — выдающийся  таиландский режиссёр и сценарист. Лауреат многочисленных премий, в т.ч. "Best Director" Национальной Киноассоциации Таиланда.

## Избранная фильмография
- 2004: Женщина-ящерица[тайск.] (Lizard Woman)
- 2009: Победительница[англ.] (The Vanquisher; Final Target)